# Баленко, Александра Георгиевна
Александра Георгиевна Баленко (4 февраля 1964 года) — народный депутат СССР, член Комиссии Совета Союза по вопросам труда, цен и социальной политики, руководитель представительства администрации Камчатской области при Правительстве   Российской Федерации.

## Биография
В январе 1989 года большинством голосов на расширенном заседании бюро Камчатского обкома ВЛКСМ Александра Баленко, работавшая инженером Камчатавтотранса, была выдвинута кандидатом в народные депутаты ().
На выборах 1989 года была избрана народным депутатом СССР от ВЛКСМ.
27 декабря 1990 г. была избрана в Верховный Совет СССР в связи с обновлением (ротацией) его состава.
22 сентября 1992 года была назначена на должность руководителя представительства Камчатской области при Правительстве Российской Федерации.
22 марта 1999 г. Александра Баленко в качестве делегата от Московского регионального отделения приняла участие в учредительной конференции межрегиональной общественной организации «Камчатское землячество „Гамулы“».
21 декабря 2007 года на учредительном собрании МОО НД СССР «Сотрудничество и интеграция»  Александра Баленко была избрана в состав Совета организации.
С 2008 по 2010 год Александра Баленко работала советником президента ОАО «Камчаткомагропромбанк».
С марта 2012 года по настоящее время является директором по внешним связям ОАО «Гео-Система» и членом Совета директоров (наблюдательного совета) акционерного общества «Гранит».
28 июня 2012 года внесена в список аффилированных лиц АО "Гранит".
19 июня 2012 г. Александра Баленко приняла участие в заседании Интеграционного клуба, созданного под эгидой Совета Федерации ФС РФ с целью развития интеграционных процессов государств – участников СНГ.